# クラウドストライク
クラウドストライク(英: CrowdStrike)は、テキサス州オースティンに本拠を置くアメリカのサイバーセキュリティ技術企業。エンドポイントセキュリティ、脅威インテリジェンス、サイバー攻撃対応サービスを提供している。
同社は、2014年のソニー・ピクチャーズへのハッキング、2015～16年の民主党全国委員会（DNC）へのサイバー攻撃、2016年のDNCの電子メール漏洩など、いくつかの注目を集めたサイバー攻撃の調査に関与してきた。2024年7月、セキュリティソフトウェアに欠陥のあるアップデートをリリースし、世界的なコンピューター障害が発生し、航空、銀行、放送、その他のサービスに支障をきたした。

## 歴史

### 設立: 2011〜2019年
クラウドストライクは、2011年にジョージ・カーツ（CEO）、ドミトリ・アルペロビッチ（元CTO）、グレッグ・マーストン（CFO、引退）によって共同設立された。翌年、彼らは元連邦捜査局（FBI）職員のショーン・ヘンリーを雇い、セキュリティおよび対応サービスを提供する子会社のクラウドストライク・サービス社を率いさせた。同社は2013年6月に最初の製品としてウイルス対策パッケージのクラウドストライク・ファルコンを発売した。
2014年5月、クラウドストライクの報告書は、米国司法省が5人の中国軍ハッカーを米国企業に対する経済サイバースパイの罪で起訴するのに役立ちました。クラウドストライクはまた、ロシア連邦保安局とつながりがあり、主にエネルギー部門の世界的な標的に対して諜報活動を行っていたグループ、エナジェティック・ベアの活動を明らかにした。
ソニー・ピクチャーズのハッキング事件の後、クラウドストライクは北朝鮮政府の関与を示す証拠を発見し、攻撃がどのように行われたかを実証した。2014年、クラウドストライクは、人民解放軍部隊61486としても知られる、国家支援の中国ハッカー集団パター・パンダのメンバーの特定を支援した。
2015年5月、同社はVENOMに関する情報を公開した。これはオープンソースのハイパーバイザーであるQEMUの重大な欠陥で、攻撃者が個人情報にアクセスできるものだった。 2015年10月、クラウドストライクは、米国のオバマ 大統領と中国の習近平国家主席が経済スパイ活動を行わないことで合意したのと前後して、テクノロジー企業や製薬企業を攻撃していた中国のハッカーを特定したと発表した。疑惑のハッキングはその合意に違反していただろう。
2015年7月、Googleは同社のシリーズCの資金調達ラウンドに投資し、その後シリーズDとシリーズEに続き、2019年5月時点で総額4億8000万ドルを調達した。
2017年、同社の評価額は10億ドルを超え、年間売上高は1億ドルと推定された。2018年6月、同社は評価額が30億ドル以上であると発表した。投資家には、テルストラ、マーチ・キャピタル・パートナーズ、ラックスペース、アクセル・パートナーズ、ウォーバーグ・ピンカスなどが含まれる。
2019年6月に同社はナスダックに新規株式公開を行った。

### 買収：2020～2024年
2020年9月、CrowdStrikeはゼロトラストおよび条件付きアクセス技術プロバイダーのPreempt Securityを9,600万ドルで買収した。2021年2月、同社はデンマークのログ管理プラットフォームHumioを4億ドルで買収し、Humioのログ集約をCrowdStrikeのXDRサービスに統合する計画だ。 同年11月後半、CrowdStrikeはゼロトラストエンドポイントセキュリティをデータにまで拡張するSaaSベースのサイバーセキュリティサービスであるSecureCircleを買収した。2021年12月、同社は本社所在地をカリフォルニア州サニーベールからテキサス州オースティンに移転した。2023年、CrowdStrikeはCribl.ioと共同でCrowdStreamサービスを導入した。CrowdStrikeは米国政府との連携や政府機関へのサービス販売にも注力している。クラウドストライクは2024年6月にS&P500指数に加わった。2023年にクラウドストライクはイスラエルのサイバーセキュリティスタートアップBionic.aiを買収した。2024年にクラウドストライクはイスラエルのスタートアップFlow Securityを買収した。

## ロシアのハッキング調査
CrowdStrikeは、民主党全国委員会へのサイバー攻撃とロシア諜報機関とのつながりの調査に協力した。2017年3月20日、ジェームズ・コミー氏は議会で証言し、「CrowdStrike、Mandiant、ThreatConnectはハッキングの証拠を検討し、ロシア諜報機関として知られるAPT28とAPT29の仕業であると高い確信を持って結論付けた」と述べた。コミー氏は2017年1月に、 FBIの科学捜査官にDNCサーバーへのアクセスを要請したが拒否されたと証言し、「最終的に合意されたのは、民間企業[CrowdStrike]が見たものを私たちと共有することでした」と述べた。
2016年12月、クラウドストライクは、ロシア政府系グループであるファンシーベアがウクライナの砲兵アプリをハッキングしたという報告書を発表した。彼らは、ロシアがハッキングを利用してウクライナの砲兵部隊に多大な損害を与えたと結論付けた。このアプリ（ArtOSと呼ばれる）はタブレットPCにインストールされ、射撃管制に使用されている。クラウドストライクはまた、 X-エージェントインプラントを利用したPOPR-D30のハッキングされた亜種がウクライナの軍事フォーラムで配布されていることを発見した。
国際戦略研究所は、クラウドストライクの報告書でウクライナのD30榴弾砲の損失に関するデータが悪用されたとして、ハッキングがウクライナ砲兵部隊の損失の原因であると主張する同社の評価を否定した。ウクライナ国防省も、実際の砲兵の損失はクラウドストライクの報告よりはるかに少なく、ロシアのハッキングとは関係がないと述べて、クラウドストライクの報告書を否定した。これに先立ち、クラウドストライクは、ウクライナで使用されたマルウェアと民主党全国委員会（DNC）に対して使用されたマルウェアは独特で同一であるように思われるという報告書を発表しており、これはDNC攻撃がロシアによるものであることを示すさらなる証拠である。
サイバーセキュリティ会社SecureWorksは、フィッシング攻撃でファンシーベアが狙ったメールアドレスのリストを発見した。このリストには、ArtOSの開発者ヤロスラフ・シェルスティクのメールアドレスが含まれていた。AP通信の調査も、ファンシーベアに関するクラウドストライクの結論を裏付けている。Radio Free Europeは、AP通信のレポートは「このアプリが実際に標的にされていたことを示し、クラウドストライクの元のレポートにいくらかの信憑性を与えている」と指摘している。
トランプ・ウクライナ・スキャンダルでは、当時アメリカ合衆国大統領だったドナルド・トランプが2019年7月25日にウクライナのウォロディミル・ゼレンスキー大統領と電話会談し、トランプはゼレンスキーに対し、ブライトバート・ニュースなどの極右ウェブサイトやロシア・トゥデイ、スプートニクなどのロシア国営メディアで広められていた陰謀論を調査するよう求めた。その陰謀論は、ウクライナ政府が2016年にクラウドストライクを使って民主党全国委員会のサーバーをハッキングし、 2016年の大統領選挙でトランプを弱体化させるためにロシアに罪を着せたというものだった。この陰謀論は繰り返し否定されている。

## 重大な障害
CrowdStrikeソフトウェアは、さまざまなプラットフォームでいくつかの大規模な障害を引き起こした。これらの障害は比較的孤立しており、他の障害ほど広く導入されていない特定のアプリケーションまたはオペレーティングシステムに影響を与えた。場合によっては、これらの問題が世界中のサーバーに影響を及ぼす深刻な障害を引き起こした。

### 2024 Debian Linuxインシデント
2024年4月19日金曜日の夕方、Crowdstrikeは欠陥のあるソフトウェアアップデートをリリースし、Debian Linuxビルドを実行しているコンピューターをクラッシュさせ、正常に再起動できなくなった。CrowdStrikeは翌日にバグを認め、数週間後に原因を特定した。

### 2024 Rocky Linuxインシデント
2024年5月13日、 CrowdStrikeソフトウェアを搭載したRocky Linuxサーバーは、Rocky Linux 9.4にアップグレードした後にフリーズする可能性があると報告された。CrowdStrikeは、ユーザーモードのLinuxセンサーと特定の6.xカーネルバージョンの組み合わせによる同じ問題であるため、この問題を認識していると報告した。

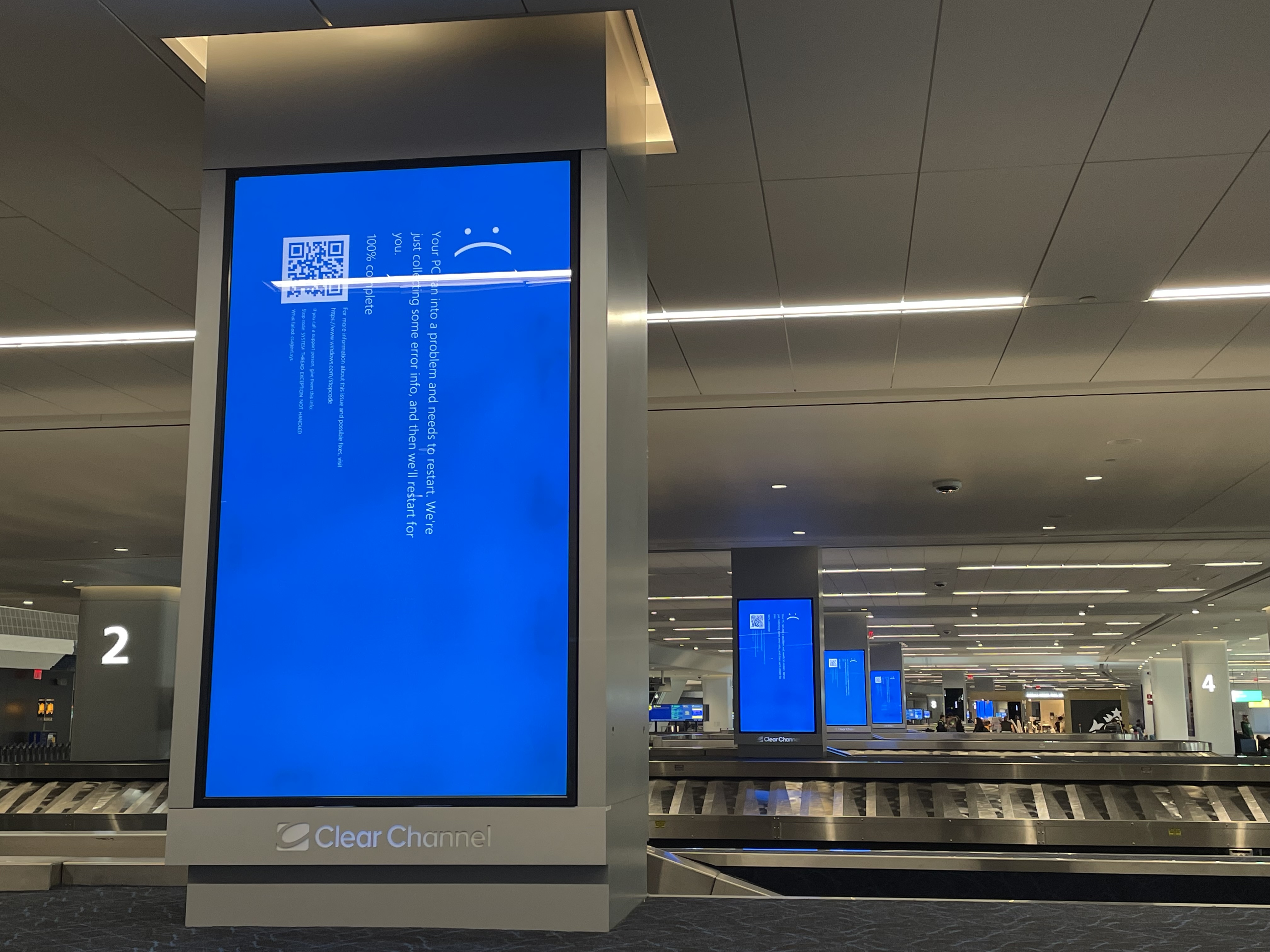
ニューヨーク市ラガーディア空港の空港手荷物コンベヤーベルトで、クラウドストライクによってプッシュされたアップデートによって引き起こされた複数のブルースクリーンによるエラー表示

### 2024 Windows事件
2024年7月19日、CrowdStrikeは脆弱性スキャナーFalcon Sensorのソフトウェアアップデートをリリースした。アップデートの欠陥により、Microsoft Windowsマシンでブルースクリーンが発生し、世界中の何百万台ものWindowsコンピューターが混乱した。影響を受けたマシンは強制的にブートループに陥り、使用できなくなった。これは、構成ファイルであるChannel File 291の更新が原因で、CrowdStrikeによると、ロジックエラーが発生し、オペレーティングシステムがクラッシュしたという。このダウンタイムは世界中に広範囲に影響を及ぼし、民間航空機のフライトが停止し、Sky Newsやその他の放送局が一時的にオフラインになり、銀行や医療サービス、911緊急コールセンターが混乱した。その日の終わりまでに、CrowdStrikeの株価は38.09ポイント（11.10%）下落して304.96ドルで取引を終了した。
CrowdStrikeはアップデートを修正したが、ブートループに陥ったコンピューターは、Falconがロードされてデバイスが再びクラッシュする前に、インターネットに接続してパッチをダウンロードすることができなかった。CrowdStrikeが推奨した解決策は、セーフモードまたはWindows回復モードで起動し、チャネルファイル291を手動で削除することだった。これにはローカル管理者のアクセスが必要であり、デバイスがBitlockerで暗号化されている場合は回復キーも必要になる。Microsoftは、影響を受けたデバイスを最大15回再起動するだけで問題を解決できた顧客もいると報告している。2024年7月22日、CrowdStrikeの株価は-41.05ドル-13.46%の損失で263.91ドルで取引を終了した。

## 参照
- オペレーティングシステム